# Maison Van Horne
La Maison Van Horne était une maison sur la rue Sherbrooke au coin de la rue Stanley dans le Mille carré doré (Golden Square Mile)  de Montréal, Québec (Canada). Il est construit en 1869 pour John Hamilton (en), président de la Merchant's Bank de Montréal, et est conçu par les architectes montréalais John William Hopkins et Daniel Berkley Wily,.
En 1889, Sir William Cornelius Van Horne, président du Chemin de fer Canadien Pacifique, achète la propriété. Il engage Édouard Colonna pour rénover la maison. L’artiste d’origine belge était alors considéré comme l’un des pionniers de l’Art nouveau en Amérique, et 'intérieur du manoir devient un mélange d'influence Art nouveau et victorienne, où Van Horne amasse une collection d'art privée de réputation mondiale.
Loin d'être la maison la plus impressionnante du secteur, la destruction de la Maison Van Horne en 1973 galvanise le mouvement patrimonial à Montréal,,,.

## Vente et démolition
En 1969, les héritiers de Van Horne mettent le manoir en vente. Un acquéreur n'est trouvé qu'en 1973, lorsque le promoteur David Azrieli achète le terrain. Entre les mois de mai et de septembre, c'est le débat entre les défenseurs de la protection du patrimoine et les partisans du développement.
En juin, une campagne de sauvegarde est organisée. C'est à ce moment que le public montréalais est véritablement informé de l’imminente disparition de la demeure de la rue Sherbrooke. La Society for Great Places est créée. À sa tête se trouve James MacLellan qui se présente comme un Montréalais ordinaire qui allait subir un préjudice irréparable avec la démolition de la maison Van Horne. Une première à Montréal, il porte sa cause devant les tribunaux dans l’espoir d’outrepasser la notion de propriété privée au profit de celle de jouissance collective, mais sa demande est rejetée. Les organisations opposées à la démolition comprennent aussi l’Institut royal d’architecture du Canada, de l’Association des architectes de la province de Québec, de la Société d’architecture de Montréal, de la Fiducie nationale du Canada et de bien d’autres associations.
La Commission Jacques-Viger est responsable du suivi du développement dans les quartiers historiques du Vieux-Montréal et d'autres sites importants à travers la ville. Elle s'oppose à la démolition du bâtiment. Malgré cela, l'agence des permis de la Ville de Montréal n'y voit aucune objection légale. À la mi-avril, l'autorisation est accordée de démolir le bâtiment. La Commission de biens culturels du Québec demande par la suite l'intervention du gouvernement provincial. La commission demande au ministère des Affaires culturelles de signifier un avis d’intention de classement de la maison comme site patrimonial officiel afin d'arrêter la démolition. Cependant, après avoir examiné la demande pendant cinq semaines, le ministère refuse. Le permis de démolition est accordé le 7 septembre 1973 et quelques heures plus tard, des ouvriers démolissent l'intérieur du bâtiment. La maison est démolie le 8 septembre pour construit une tour en béton, maintenant un hôtel Sofitel,,.

## Héritage

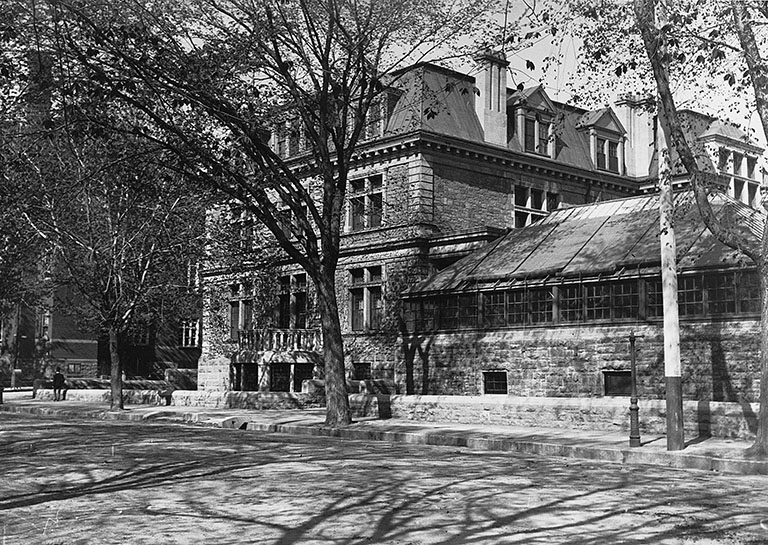
Résidence de Van Horne, rue Sherbrooke, vers 1900

Un amendement à l’article 426 de la Loi sur les cités et villes et un autre à l’article du 392 du Code municipal du Québec autorisèrent les municipalités, à condition de déposer une demande de classement au gouvernement provincial, de retarder pendant un an l’émission d’un permis de démolition d’un édifice. Moins de quatre mois après la démolition, quatre édifices construits à la même époque que la maison Van Horne reçoit une reconnaissance officielle, avec la protection du United Services Club, du Mount Royal Club et des maisons Corby et Atholstan.
Le débat Van Horne Mansion soulève également des questions plus larges sur la culture québécoise, opposant les communautés anglophones et francophones. Le rôle de Van Horne en tant que capitaliste anglophone né aux États-Unis lui attire peu de faveurs dans le Montréal post-Révolution tranquille. Ceux qui militent pour la protection du manoir s'interrogent sur ce qui constitue le patrimoine au Québec.